# Walt Gorney
Walt J. Gorney (Vienna, 12 aprile 1912 – New York, 5 marzo 2004) è stato un attore austriaco naturalizzato statunitense, noto per aver interpretato il personaggio di Crazy Ralph nei film horror Venerdì 13 e nel sequel L'assassino ti siede accanto.

## Filmografia
- Haevy Traffic, regia di Ralph Bakshi (1973) - non accreditato
- Cops and Robbers, regia di Aram Avakian (1973)
- King Kong, regia di Dino De Laurentiis (1976) - non accreditato
- Future animals (Day of the Animals), regia di William Girdler (1977) - non accreditato
- Nunzio, regia di Paul Williams (1978)
- Venerdì 13 (Friday the 13th), regia di Sean S. Cunningham (1980)
- L'assassino ti siede accanto (Friday the 13th Part 2), regia di Steve Miner (1981)
- Amore senza fine (Endless Love), regia di Franco Zeffirelli (1981)
- Una poltrona per due (Trading Places), regia di John Landis (1983)
- Easy Money, regia di James Signorelli (1983)
- Venerdì 13 - Capitolo finale (Friday the 13th: The Final Chapter), regia di Joseph Zito (1984) - filmati d'archivio, non accreditato
- Nothing Lasts Forever, regia di Tom Schiller (1984)
- Seize the Day, regia di Fielder Cook (1986)
- Venerdì 13 parte VII - Il sangue scorre di nuovo (Friday the 13th Part VII: The New Blood), regia di John Carl Buechler (1988) - narratore, non accreditato